# 中华人民共和国民用航空业

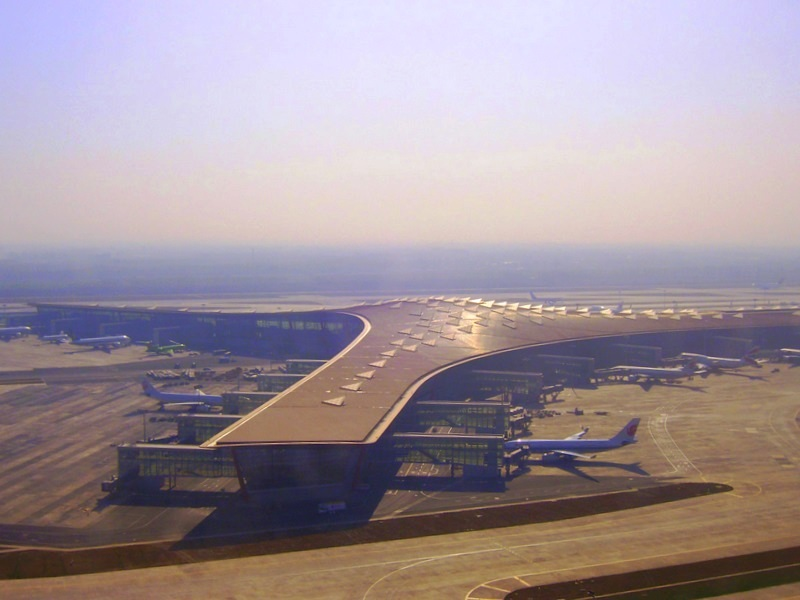
北京首都国际机场是中国客运吞吐量最大、世界客运吞吐量第二的机场

从1949年中华人民共和国成立至今，中华人民共和国的民用航空业发展迅速，2012年11月时，中华人民共和国已有182个服务于公共航空运输的民航机场。根据中华人民共和国的“十二五计划”，2011年—2015年间，中华人民共和国将会新建82个新机场。2012年，中国民航局局长李家祥表示，在过去的30年中，中华人民共和国民航业平均增速为17.6%，超过中华人民共和国GDP的年均增速10%，未来行业仍将持续高速增长的态势。
在公共航空运输之外的通用航空领域，至2015年底，中华人民共和国拥有通用机场超过300个，通用航空企业281家，在册通用航空器1874架。中华人民共和国国务院办公厅在2016年发布的公文表明，政府要求在2020年前建成500个以上的通用机场，实行地级市普及通用机场（或兼顾通用航空服务的运输机场）。

## 历史
1949年11月2日，中国共产党决定在中央人民政府人民革命军事委员会下设民航局；12月，军委民航局成立，在天津、上海、重庆、广州设办事处。
1958年2月27日，民航局改为中华人民共和国交通部部属局，各地民航站改为民航系统与省级政府交通厅双重领导。1960年11月17日，中国民用航空局改称“中华人民共和国交通部民用航空总局”。此前，全国进入大跃进。民航领域提出“运输航空四通八达，专业航空遍地开花”的口号。各地方政府纷纷购买飞机，修建机场、开辟地方航线。以江苏省交通厅为例，投资修建了淮阴民航机场和南通兴仁飞机场，开通淮阴、南通与省会南京之间的航线，但仅经营数年就停航。
1962年4月，第二届全国人民代表大会常务委员会第53次会议决定，民航局改称“中国民用航空总局”，为中华人民共和国国务院直属局，由中国人民解放军空军代管，各省的民航局（处）均由民航局垂直领导。1969年11月20日，民航划转为中国人民解放军空军的一部分，执行军队制度；各省民航局以民航系统领导为主，同时接受大军区空军的领导，民航系统实行义务工役制，着工作服和制服，不着军装。
1980年3月，中国民用航空局脱离军队建制（除航行管制权仍由总参作战部航行局和空军司令部航行局统一领导），中国民用航空局恢复为国务院直属机构，实行企业化管理；既是政府行政部门，又以“中国民航（CAAC）”的名义直接经营航空运输。
1987年，中华人民共和国的民航业进行了以“航空公司与机场分设”为特征的体制改革，将原“中国民航（CAAC）”拆分成中国国际航空公司、中国东方航空公司、中国南方航空公司、中国西北航空公司、中国北方航空公司、中国西南航空公司6个公司。中国民航局不再直接承担客运职责。2002年3月，原隶属于民航局管理的航空公司以及服务保障企业正式与其脱钩，成立了六大集团公司；除首都机场、西藏自治区内机场外，其他民用机场均改由地方政府，施行属地化管理。
1989年，海南省航空公司登记注册成立，1993年，海南省航空公司改制成为海南航空公司，成为中国首家采纳股份制的航空企业。1997年2月，海南航空改名为海南航空股份有限公司。

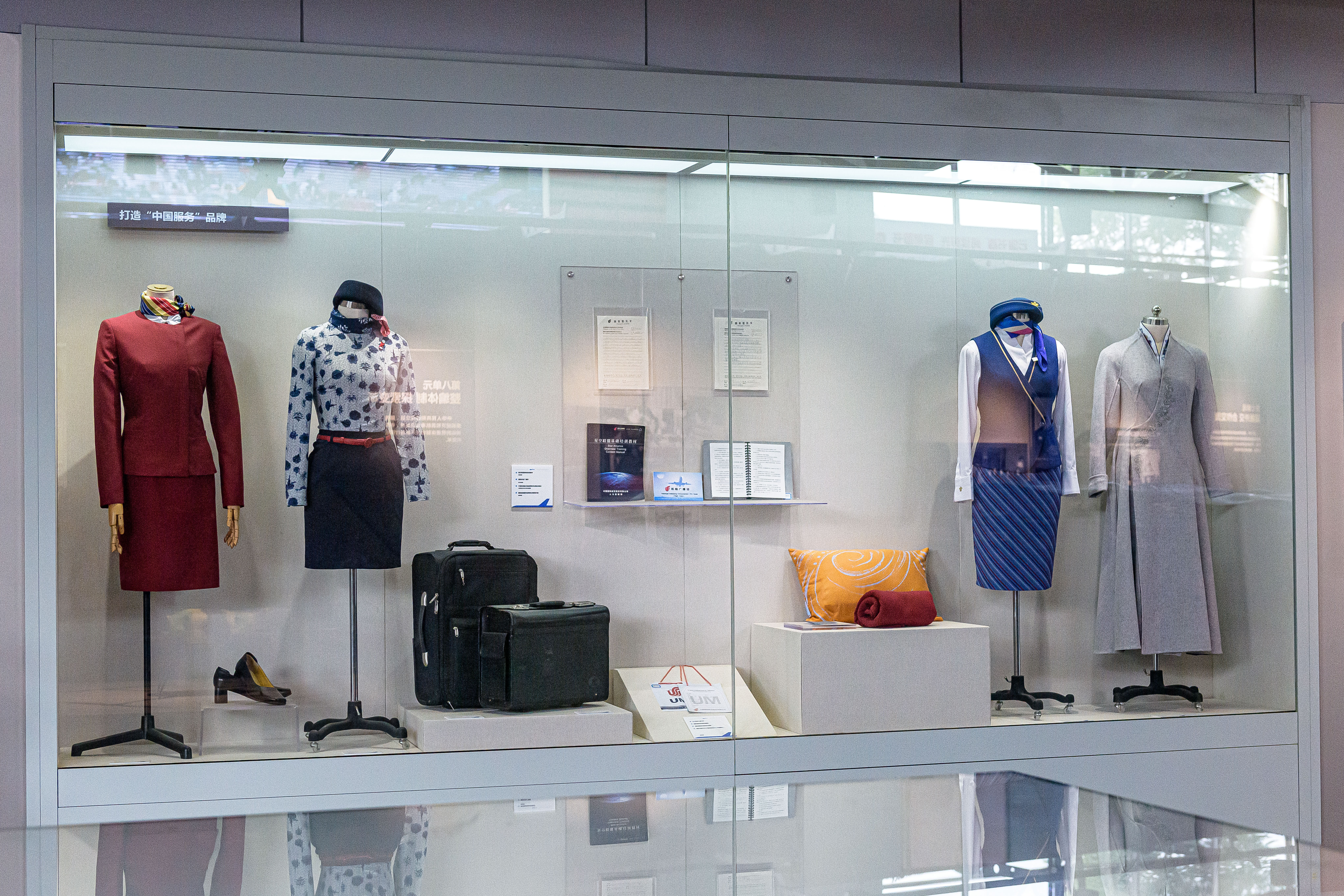
2000年代中后期，中国内地形成了国航、东航、南航、海航“四大航鼎立”的格局；图为收藏于民航博物馆的四大航司制服

2002年中国民航公司进行了重组，中国国际航空公司联合中国航空总公司、中国西南航空公司组建中国航空集团公司，中国东方航空公司兼并中国西北航空公司联合中国云南航空公司组建中国东方航空集团公司，中国南方航空公司联合中国北方航空公司、新疆航空公司组建中国南方航空集团公司。
目前中国航空集团公司拥有的最大上市公司为中国国际航空股份有限公司，中国南方航空集团公司拥有的最大上市公司为中国南方航空股份有限公司，中国东方航空集团公司拥有的最大上市公司为中国东方航空股份有限公司。
2022年5月19日零时，京广大通道空域结构调整方案（南段方案）启用，连接中国京津冀地区和粤港澳大湾区的南北空中交通由原先“单上单下”的双车道变为“双上双下”的四车道。

## 机场
2013年，中国境内民用航空（颁证）机场共有193个（不含港、澳、台地区，下同），其中年内定期航班通航机场190个，通航城市188个。